# Freie Weinbauern Südtirol
Freie Weinbauern Südtirol, kurz FWS, ist eine regionale Winzer-Vereinigung in Südtirol. Die Mitglieder der Vereinigung sind Familien-Weingüter und Eigenbau-Wein-Kellereien mit Erzeugerabfüllungen aus dem Südtiroler Weinbaugebiet. Die FWS sind keine Genossenschaft von Winzern (gemeinsame Weinvermarktung), sondern eine Vereinigung von selbstvermarktenden Winzern, d. h. der eigene Wein wird jeweils selbst verkauft. Das Ziel der Vereinigung ist es den traditionellen Weinbau und die Südtiroler Weinkultur zu fördern sowie die selbstvermarktenden landwirtschaftlichen Weinbaubetriebe in Südtirol zu vertreten und unterstützen. Dies betrifft vor allem die Arbeit in weinwirtschaftlichen Gremien, die Beratung der Mitglieder in weingesetzlichen Belangen und die Organisation von gemeinsamen Präsentationen, Lehrfahrten usw.

## Geschichte
Die Einkellerung am Weinhof ist wohl seit über 2000 Jahren die traditionelle Form der Weinerzeugung in Südtirol und hatte im endenden Mittelalter und in der Habsburgerzeit eine Blüte. Durch die Tätigkeiten der Weinhandelsfamilien seit dem 19. Jahrhundert und der Kellereigenossenschaften seit Beginn des 20. Jahrhunderts haben viele Weinbauern die Kelterung und den Verkauf des eigenen Weines aufgegeben.
Eine Ausnahme bildeten Weinbauern in und um St. Magdalena, sowie vereinzelte im Überetsch, im Burggrafenamt und bei Brixen. Nach dem Einbruch des Vernatsch-Absatzmarktes und der Fokussierung auf die Produktion von Qualitätsweinen in den späten 1980ern haben wieder mehr Bauern begonnen, ihre Weine selbst einzukellern und zu vermarkten.
In den 1990ern nutzten viele heutige Freie Weinbauern die Dienste im Weinverband. Deren Geschäftsführer Georg Stoffner (1994–2001) war bei der Ausarbeitung der Gründungsidee der Freien Weinbauern Südtirols maßgebend, welche sich 1998 entwickelte. Die bisher nicht mit einer eigenen Vereinigung auftretenden selbstvermarktenden Weinbauern sollten eine eigene Interessensvertretung bekommen.
Die Vereinigung, auf Italienisch „Vignaioli dell’Alto Adige“, wurde am 5. Mai 1999 in Bozen von 12 Südtiroler Weinbauern gegründet. Präsident für die ersten zwei Legislaturen zu drei Jahren wurde Franz von Pfeil (Kränzelhof in Tscherms).
Die Vereinigung wurde Mitglied im „Südtiroler Weinverband“, dem Interessensverband der privaten Weinwirtschaft Südtirols unter Unterstützung des damaligen Vorstandes. Ende 1999 hatte die Vereinigung bereits 49 Mitglieder. In diesen Jahren bemühte sich die Vereinigung vor allem darum, als Gruppe wahrgenommen zu werden. Mit der 1. „Vinea Tirolensis“ am 4. September 2000 wurde die jährliche Weinpräsentation der Vereinigung aus der Taufe gehoben, welche seither jährlich in Südtirol stattfindet. Anlässlich der 3. Vinea Tirolensis, am 2. September 2002, wurde auch die erste Auflage der „Karte der Weingüter“ präsentiert, eine praktische Südtirollandkarte, auf der die damals 60 FWS-Mitgliedsbetriebe eingezeichnet sind und die alle wichtigen Informationen über die Mitglieder enthält.
Die Vereinigung eröffnete 2003 im Datumhof in Siebeneich bei Terlan ein eigenes Büro, welches vom ersten hauptberuflichen Direktor Paul Göller geführt wurde. Seit diesem Zeitpunkt werden auch alle Dienstleistungen (Beratung, Registerführung usw.), welche vorher über den Südtiroler Weinverband abgewickelt wurden, selbst angeboten. Im Oktober 2003 wurde die erste gemeinsame Präsentation außerhalb Südtirols in Rom durchgeführt. Die Vereinigung wurde in der Ausarbeitung des Südtiroler Weinwerbe-Reglements 2004–2006 erstmals als eigenständige Weinkellereivertretung in den Südtiroler Weinwerbefonds aufgenommen und erhielt ein Stimmrecht.
Christian Rottensteiner übernahm am 1. Oktober 2004 die Geschäftsführung als Direktor. 2005 übernahm Josephus Mayr (Erbhof Unterganzner in Bozen) den Vorsitz für zwei Legislaturen und somit bis 2011. Bei der 6. Vinea Tirolensis 2005 im Kurhaus von Meran war als Gastland die Pfalz mit 17 Weingütern VDP Pfalz dabei. Im Februar 2006 wurde in München erstmals eine Veranstaltung in Deutschland durchgeführt. Zur 8. Vinea Tirolensis 2007 kam als Gastland die Vinea Wachau mit 8 Betrieben. Die Vereinigung FWS ist mit Aostanern und Piemontesen treibendes Gründungsmitglied des Verbandes unabhängiger Winzer Italiens (FIVI – Federazione Italiana Vignaioli Indipendenti), welcher sich am 29. Juli 2008 in Colorno bei Parma mit über 500 Mitgliedern gründet. FWS-Vizepräsident Peter Dipoli wird auch FIVI-Vizepräsident. Im April 2009 wird die FWS über den nationalen Verband FIVI Mitglied in der europäischen Konföderation Freier Weinbauern CEVI (European Confederation of Independent Winegrowers).
Peter Robatscher übernahm 2010 die Geschäftsführung. 2011 wurde Michael Goëss-Enzenberg (Manincor in Kaltern) Präsident für zwei Legislaturen. Die Vereinigung organisiert im Rahmen der Südtirol-Halle bei der Vinitaly in Verona jährlich einen Stand an dem sich abwechselnd Mitglieder präsentieren. Im Rahmen des „Weinmarktes des Freien Weinbauern Italiens“ in der Piacenza Expo nehmen zu Ende des Jahres immer eine Reihe an Mitgliedern teil. 2017 wurde Hannes Baumgartner (Strasserhof in Neustift bei Vahrn) zum Vorsitzenden. Die verstärkte Zusammenarbeit mit den Trentiner Weinbauern führte u. a. im Mai 2019 zu einer gemeinsamen Veranstaltung „Berg-Winzer“ in Trient. Die 20. Vinea Tirolensis wurde innerhalb der Hotel 2019 (Bozner Messe) organisiert; an dieser nahmen 75 Mitglieder mit über 350 Weinen teil.

## Aktuelle Informationen zur Vereinigung
100 landwirtschaftliche Weinbaubetriebe sind 2019 in der Vereinigung organisiert, sie stammen aus allen Weinbaugebieten Südtirols.
Die Mitglieder bearbeiten ca. 6 % der Südtiroler Rebflächen.
Der Verband bietet Mitgliederbetreuung durch Rundschreiben, rechtliche und technische Beratung. Er ist seit 2004 in die landesweiten Weinwirtschaftsgremien integriert worden und arbeitet seit 2008 im neu gegründeten Konsortium „Südtiroler Wein“, welches die Steuerung der Südtiroler Weinwerbung übernommen hat. Außerdem besteht eine gute Zusammenarbeit mit dem Versuchszentrum Laimburg und den anderen für Weinbau bedeutenden Institutionen.
Die wichtigsten öffentlichen Tätigkeiten sind gemeinsame Weinpräsentationen wie die Vinea Tirolensis und die regelmäßige Publikation eines Weingutsführers.